# Edgewood (Indiana)
Edgewood és una població dels Estats Units a l'estat d'Indiana. Segons el cens del 2000 tenia 1.988 habitants.

## Demografia
Segons el cens del 2000, Edgewood tenia 1.988 habitants, 875 habitatges, i 620 famílies. La densitat de població era de 947,6 habitants/km².
Dels 875 habitatges en un 24,7% hi vivien nens de menys de 18 anys, en un 63,1% hi vivien parelles casades, en un 5,6% dones solteres, i en un 29,1% no eren unitats familiars. En el 26,7% dels habitatges hi vivien persones soles el 15,1% de les quals corresponia a persones de 65 anys o més que vivien soles. El nombre mitjà de persones vivint en cada habitatge era de 2,27 i el nombre mitjà de persones que vivien en cada família era de 2,73.
Per edats la població es repartia de la següent manera: un 20,3% tenia menys de 18 anys, un 3,8% entre 18 i 24, un 25,1% entre 25 i 44, un 28,1% de 45 a 60 i un 22,8% 65 anys o més.
L'edat mediana era de 46 anys. Per cada 100 dones de 18 o més anys hi havia 86,9 homes.
La renda mediana per habitatge era de 57.857$ i la renda mediana per família de 74.508$. Els homes tenien una renda mediana de 49.808$ mentre que les dones 31.739$. La renda per capita de la població era de 30.383$. Entorn del 0,8% de les famílies i l'1,9% de la població estaven per davall del llindar de pobresa.

## Poblacions més properes
El següent diagrama mostra les poblacions més properes.